# Dècada del 610

## Esdeveniments
- Massiva conversió dels jueus al cristianisme a la península Ibèrica per por a les lleis de confiscacions
- Expansió de l'Imperi Sassànida

## Personatges destacats
- Mahoma
- Heracli
- Isidor de Sevilla
- Sisebut (rei dels visigots)